# Der andere Junge
Der andere Junge ist ein deutsches Filmdrama des Regisseurs Volker Einrauch aus dem Jahr 2007 mit Peter Lohmeyer, Andrea Sawatzki, Christian Berkel, Barbara Auer und Willi Gerk in den Hauptrollen. Produziert wurde der Film in Kooperation mit dem Norddeutschen Rundfunk (NDR). Die Uraufführung erfolgte am 25. August 2007 auf dem Montreal World Film Festival; in Deutschland fand die Erstaufführung am 26. Oktober 2007 bei den Internationalen Hofer Filmtagen statt.

## Handlung
Das Ehepaar Evchen und Winnie Morell sowie das Ehepaar Sylvie und Jakob Wagner sind bereits seit Jahren eng befreundet. Die beiden Familien sind Nachbarn und meist vielbeschäftigt. Die Väter arbeiten gemeinsam in einem Vertrieb für schwedische Fertighäuser. In ihrer Freizeit spielen die Morells und die Wagners regelmäßig Doppelkopf. Obwohl sich die Familien so gut zu kennen scheinen, tut sich in der Nachfolgegeneration ein dunkler Abgrund auf, denn ihre Söhne Robert Morell und Paul Wagner haben eine toxische Freundschaft. Der junge Robert sieht sich vom sadistisch geneigten und älteren Nachbarsjungen Paul eines Tages so sehr in die Enge getrieben, dass er ihn auf offener Straße erschießt. Roberts Eltern wollen die Tat ihres Sohnes vertuschen und vergraben die Leiche Pauls schnellstmöglich. Sie wollen schließlich ihre gewohnten Umgebung verlassen müssen und ihren Sohn weggenommen bekommen. Doch mehr und mehr verstricken sich die Morells in Widersprüche vor den Wagners und es beginnt ein Wettlauf mit der Zeit.

## Hintergrund
Der andere Junge wurde unter dem Arbeitstitel Der Junge vom 7. November 2006 bis zum 8. Dezember 2006 in Hamburg, Schleswig-Holstein, Niedersachsen und weiterer Umgebung gedreht. Produziert wurde der Film von der Josefine Filmproduktion Hamburg für den Norddeutschen Rundfunk.

## Kritik
Die Kritiker der Fernsehzeitschrift TV Spielfilm gaben dem Filmdrama Der andere Junge drei von drei möglichen Punkten für den „Anspruch“ und zwei Punkte in der Kategorie „Spannung“. Sie merkten an: „Regisseur Volker Einrauch („Gangster“) und Autor Lothar Kurzawa („Der Mann im Strom“) stellen klug die Verhaltensmuster in Frage, die durch zunehmende Verrohung, Leistungs- und Selbstdarstellungsdruck provoziert werden. Seine Schlüsse muss der Zuschauer selbst ziehen.“ und konstatierten: „Hochemotionaler Debattiersprengstoff“. Der Film erhielt insgesamt die bestmögliche Wertung, Daumen nach oben.
Der Filmdienst meinte, Der andere Junge sei eine „(Fernseh-)Tragödie als psychologisch grundierte Studie über Verzweiflung und die zwangsläufigen Konsequenzen einer schuldhaft falsch getroffenen Entscheidung.“.

## Auszeichnungen
- Andrea Sawatzki erhielt 2007 für ihre Rolle der Evchen Morell den World Film Festival Montréal in der Kategorie Beste Schauspielerin.